# Big Wheel
Big Wheel är ett känt kasinospel som går att likna med ett chokladhjul på ett tivoli. Det gäller att gissa rätt siffror på ett stort roterande hjul som har ett antal nummer tryckt på sig. Personen som satsat pengar på det nummer som kommer upp vinner. Det här ett av de enklare kasinospelen som erbjuds och kräver inte heller timmar av regelstudier. Big Wheel är ett turspel och det är just tur som behövs för att man skall vinna några pengar i spelet.